# Suseån
Suseån is een rivier in Zweden die uitmondt in het Kattegat, ongeveer 10 km ten zuidoosten van de plaats Falkenberg.
Met een lengte van 15 kilometer is de rivier relatief kort. Langs de rivier liggen verschillende natuurreservaten, waaronder het 80 hectare grote gelijknamige natuurreservaat, dat bestaat sinds 1991. Daarnaast ligt hogerop nog het reservaat Suseån-Hult van 12,7 hectare en bij de uitmonding het reservaat Vesslunda van 35,5 hectare.